# Hedvig Estlander
Hedvig Maria Estlander, född 23 maj 1865 i Helsingfors, Finland, död 18 april 1946 i Helsingfors, var en finlandssvensk lärare och rektor vid Svenska fruntimmersskolan i Helsingfors, senare Svenska Flicklyceet i Helsingfors. Hennes föräldrar var professor Carl Gustaf Estlander och Helena Aurora Federley. Hedvig Estlander hade sju syskon, bland dem skolmannen Bernhard Estlander.  
Hedvig Estlander gick i skola i Svenska fruntimmersskolan i Helsingfors, och fortsatte sedan sina studier i skolans fortbildningsläroverk för lärarinnor. Hon gjorde också flera studieresor till Frankrike, Tyskland, Schweiz, Italien och Sverige som en del av sin lärarinneutbildning. Åren 1889-1901 arbetade hon som lärarinna vid Privata svenska flickskolan i Helsingfors, och år 1890 började hon arbeta vid Svenska fruntimmersskolan i Helsingfors. Hon arbetade som lärare i svenska, historia och franska. År 1912 utnämndes hon till tillförordnad föreståndarinna för fruntimmersskolan och i januari 1915 blev hon utnämnd till ordinarie föreståndarinna.
Några månader efter utnämningen blev hon dock avsatt av politiska skäl. Tsar Nikolaj II skulle besöka Finland i mars 1915 och inför besöket meddelade senaten och finska skolöverstyrelsen att skolbarnen i Helsingfors skulle ges möjlighet att samlas längs tsarens åkrutt för att välkomna honom. Hedvig Estlander informerade eleverna om att de kunde delta, men betonade att eleverna skulle delta endast om deras föräldrar gav tillstånd till det och att skolan inte kunde ta ansvar för eleverna. Senare under dagen nämnde hon till en grupp elever att en del av Finlands främst män blivit fängslade under Nikolaj II:s regeringstid. Endast en liten del av eleverna från fruntimmersskolan och stadens andra skolor deltog i välkomstceremonin. Generalguvernör Franz Albert Seyn fick i efterhand höra om Estlanders uttalanden och krävde att senaten skulle vidta åtgärder. Senaten gav ärendet vidare till skolöverstyrelsen, som åtalade Estlander för att sprida illojala tankar bland eleverna och för att ha kränkt tsaren. Estlander dömdes för tjänstefel och förlorade sin tjänst. Estlander besvärade sig i Åbo hovrätt, som upphävde domen, men efter skolöverstyrelsens besvärande styrkte senatens justitiedepartement den ursprungliga domen. Den 23 mars 1917, efter Nikolaj II:s abdikation, återinsattes hon emellertid i sin tjänst både som lärare och rektor. Hon verkade som rektor fram till sin pensionering år 1930, och fortsatte arbeta efter det ännu i fem år som timlärare.
Hedvig Estlander bearbetade läroböcker och publicerade artiklar i Tidskrift utgiven av pedagogiska föreningen och Finsk tidskrift. I samband med Hedvig Estlanders pensionering hyllades hon som en av landets mest kända kvinnliga pedagoger. Hon dog 81 år gammal.